# Gefängnis Gleno

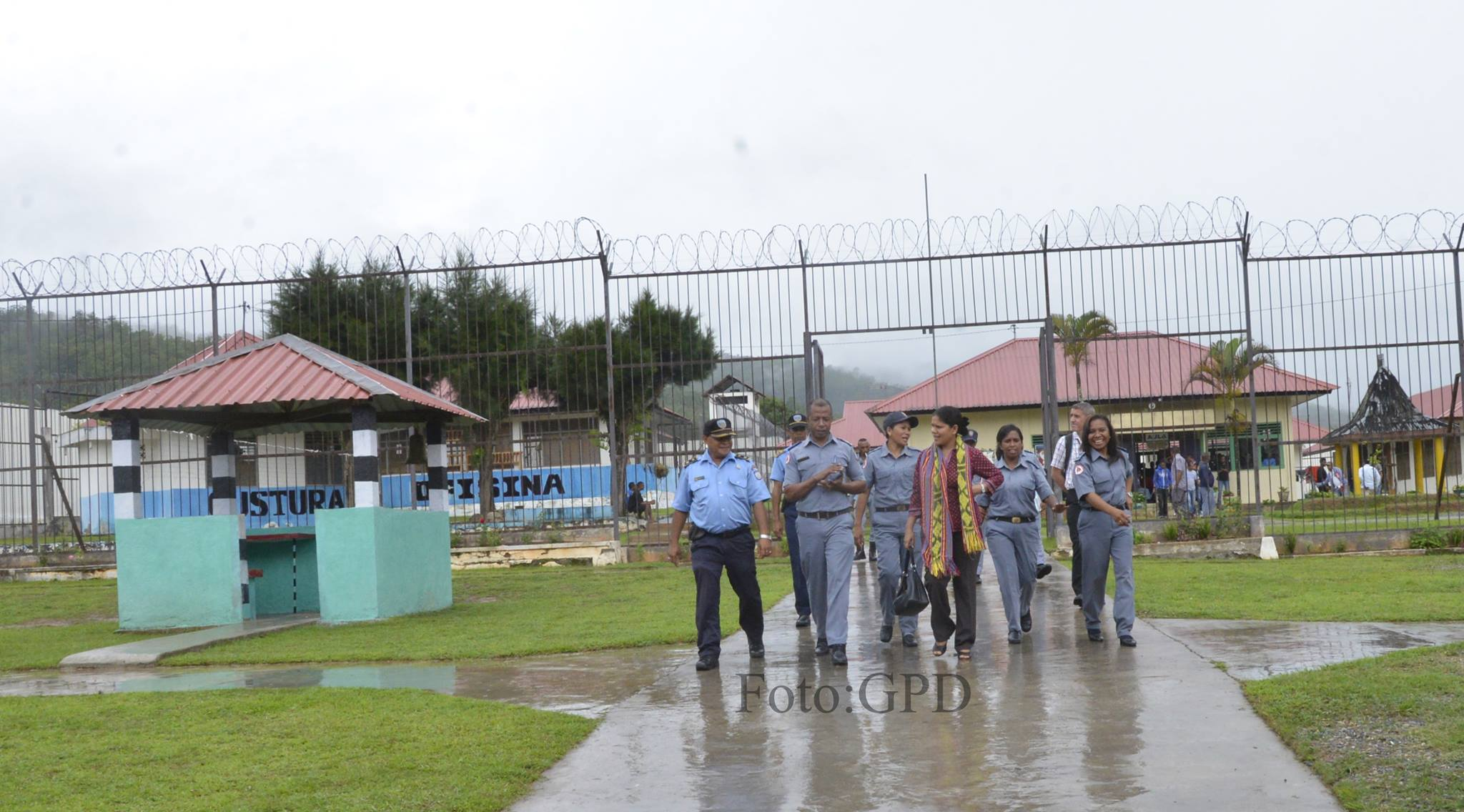
Das Gefängnis von Gleno

Das Gefängnis von Gleno (portugiesisch Prisão de Gleno) ist eine Haftanstalt in Osttimor. 2022 saßen in dem Gefängnis 101 Straftäter, zwei davon in Sicherheitsverwahrung. 88 waren Männer und 13 Frauen. Unter den Gefangenen befand sich ein Ausländer.

## Übersicht

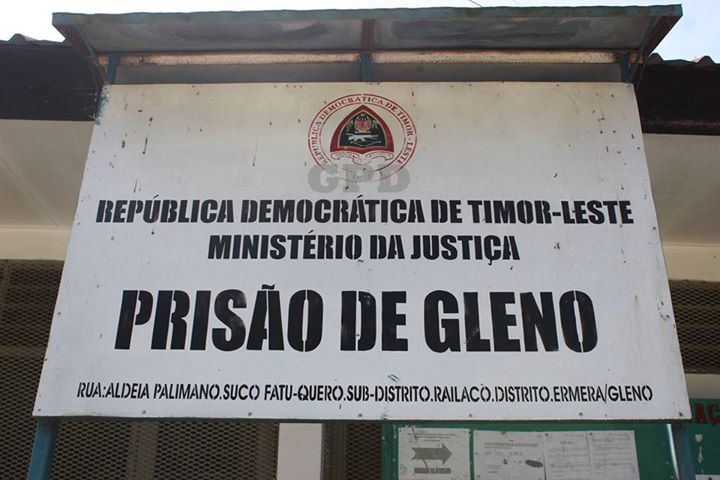
Das Schild am Eingang

Das Gefängnis liegt im Suco Fatuquero an der Rua Aldeia Palimano; Nicht wie der Name es meinen lässt, in der Gemeindehauptstadt Gleno. In dem Gefängnis sind sowohl männliche, als auch weibliche Gefangene untergebracht. Die Frauen befinden sich in einem eigenen Block. Im Gefängnis befindet sich auch die Kapelle Nossa Senhora de Fátima.
Im April 2015 bemängelte der Abgeordnete Paulino Monteiro Soares Babo (PD) im Nationalparlament Osttimors, dass nur 35 Wärter 85 Gefangene im Gefängnis von Gleno bewachen würden. Gefängnisdirektor Nito dos Santos bestätigte den Mangel, erklärte aber, dass dies keine Auswirkungen auf die Arbeit des Wachpersonals hätte. Justizminister Ivo Jorge Valente kündigte eine Verbesserung der Situation an.

## Bekannte Gefangene
- Lúcia Lobato, osttimoresische Politikerin[6][7]
- Stacey Addison: Die Amerikanerin Stacey Addison befand sich zusammen mit einem Drogenschmuggler in einem Auto, als sie von Indonesien aus einreiste. Alle Insassen des Wagens wurden festgenommen.[8] Es dauerte mehrere Monate, bis sie wieder freigelassen wurde.[9]

## Galerie

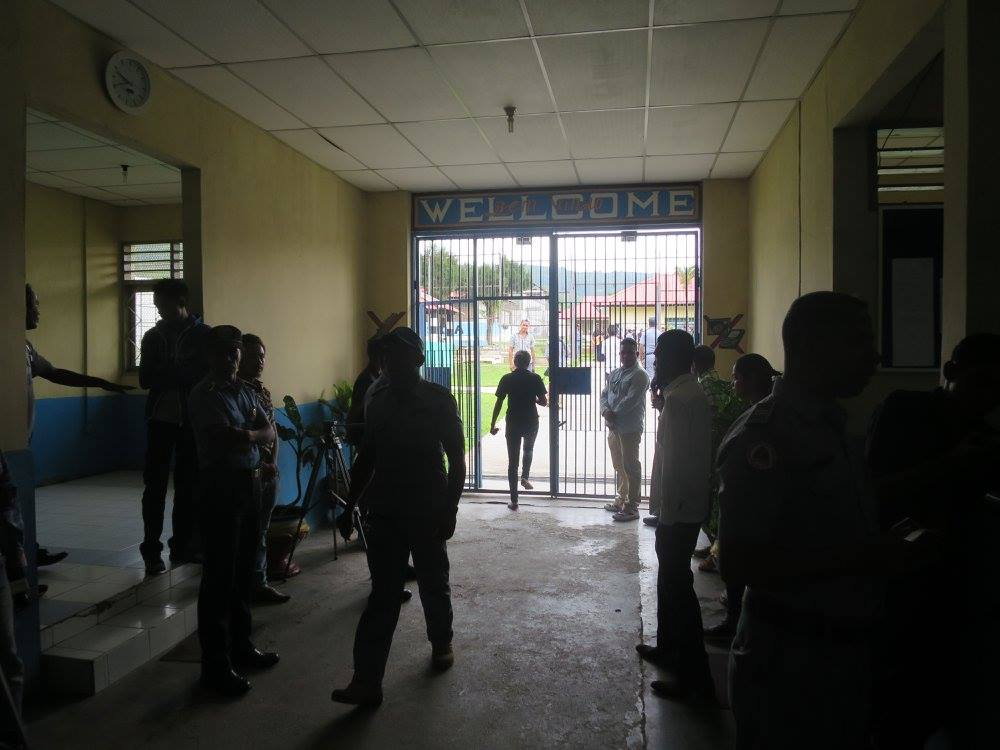
Eingangsbereich
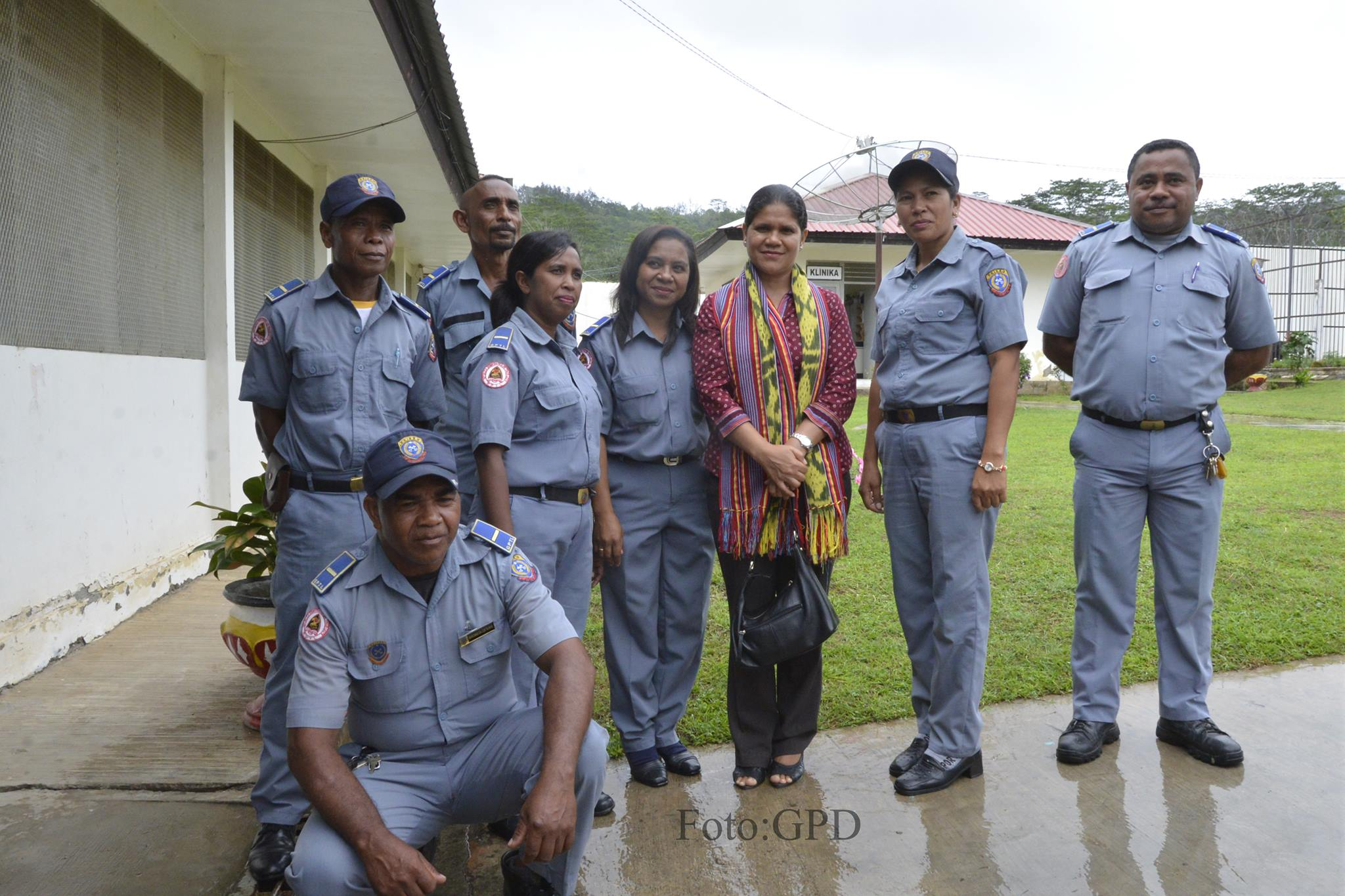
Wachpersonal posiert mit der First Lady Isabel da Costa Ferreira, bei ihrem Gefängnisbesuch
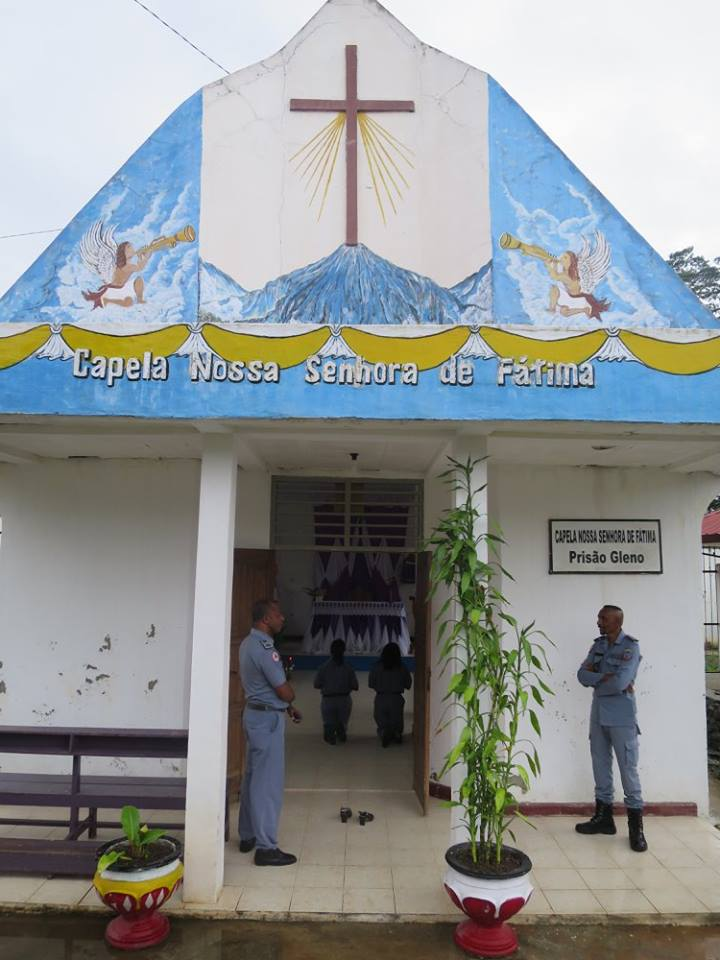
Die Gefängniskapelle
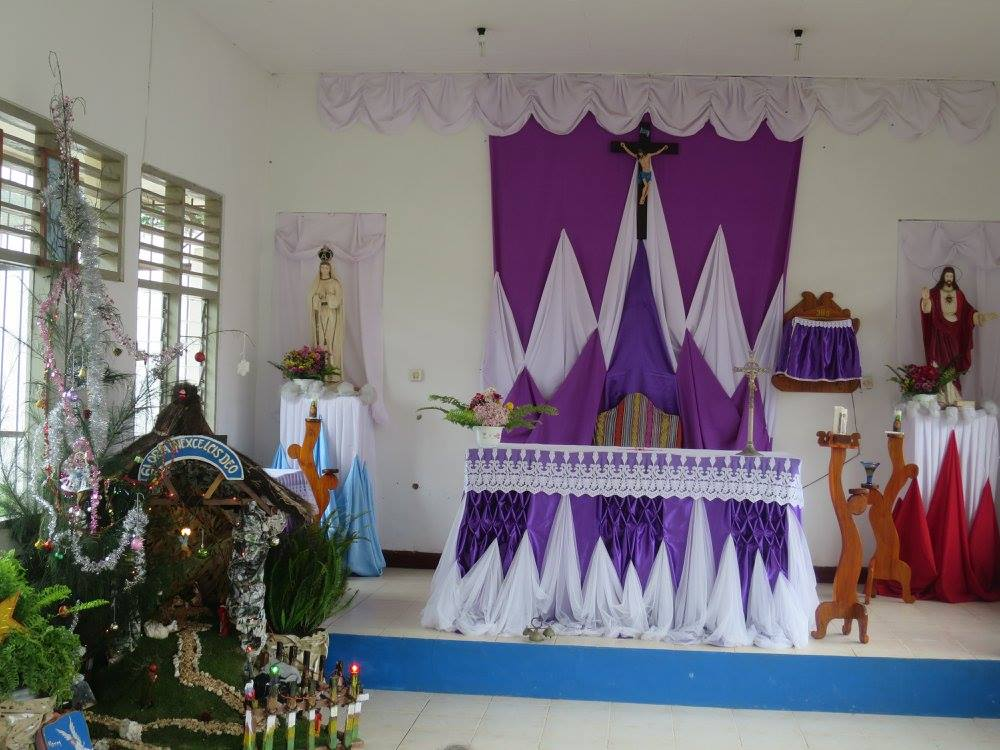
In der Gefängniskapelle